# 小行星5824
小行星5824（5824 Inagaki）是一颗围绕太阳公转的小行星。1989年12月24日，關勉在藝西天文台发现了此天体。
該小行星以日本古典吉他演奏家稻垣稔命名。
这颗小行星的绝对星等为173.9127687704853等。